# Meckatzer Löwenbräu

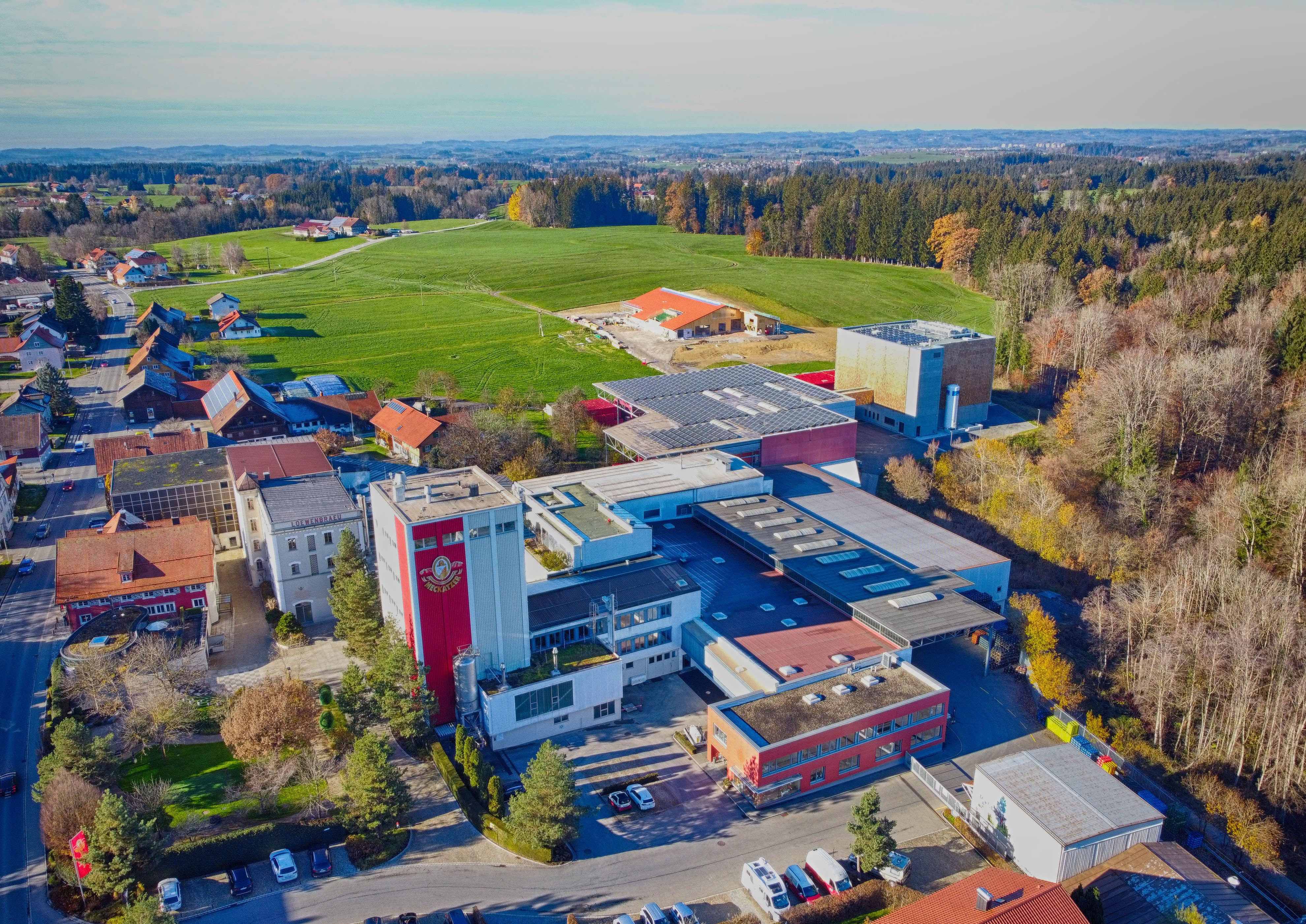
Brauerei in Meckatz (2022)

Meckatzer Löwenbräu ist eine Brauerei in Meckatz, einem Ortsteil von Heimenkirch im bayerischen Landkreis Lindau (Bodensee). 

## Geschichte
Die Wurzeln des Unternehmens reichen bis 1738 zurück. Die Brauerei hieß ursprünglich nur Löwenbräu, musste sich aber Anfang des 20. Jahrhunderts wegen der Verwechslungsgefahr mit der Münchner Brauerei Löwenbräu umbenennen. Sie ist seit 1853 in mittlerweile vierter Generation im Besitz der Familie Weiß und wird heute von Matthias Tomasetti und Michael Weiß geführt. Letzterer war bis 2011 Präsident des Bayerischen Brauerbundes. 
1905 wurde beim Kaiserlichen Patentamt zu Berlin die Markeneintragung für das Meckatzer Weiss-Gold beantragt. Es wurde 1908 rechtsgültig als erste Allgäuer Biermarke registriert. Der Ausstoß der Brauerei stieg von 6.000 hl im Jahr 1900 auf 14.000 hl 1914. Im Sudjahr 1974/1975 wurden erstmals über 100.000 hl Bier produziert; 2014 waren es 170.000 hl. 
Der Brauerei gehört seit 1934 das traditionsreiche Wirtshaus Meckatzer Bräu-Engel im ca. 50 km östlich gelegenen Kempten (Allgäu). 

## Slow-Brewing-Gütesiegel
2011 wurde von 13 Personen, vor allem aus dem wissenschaftlichen Bereich, die Slow Brewing-Vereinigung gegründet. Sie setzte sich zum Ziel, das Bewusstsein der Verbraucher für Bierqualität, authentische Biermarken und die Stärkung des Ansehens von Bier als Genuss- und Lebensmittel in der Öffentlichkeit zu stärken. Die Kriterien für eine Mitgliedschaft im „Club der Prädikatsbrauereien“ haben sich in den vergangenen Jahren ständig weiterentwickelt und den aktuellen Gegebenheiten, wie z. B. nachhaltige Unternehmensführung, stärker bei der jährlichen Auditierung berücksichtigt. Slow Brewing ist die Symbiose von Stoff und Geist. Im Zentrum der Auditierung steht die Bierqualität, diese wird monatlich im Rahmen des „Weihenstephaner Bierkarussells“ sensorisch und analytisch am Forschungszentrum Weihenstephan für Brau- und Lebensmittel überprüft. Dabei wird eine Bieranalyse zur Kontrolle der Verkehrsfähigkeit des Produktes (Stammwürzegehalt, Alkoholgehalt und Bier-pH) inkl. einer Schaumbestimmung gemacht, sowie eine Verkostung von frischen und gealterten Bier nach dem DLG-Schema durchgeführt, um die Geschmacksstabilität zu ermitteln.
Die Überprüfung der Braustätte und der Herstellung des Bieres wird jährlich vom Slow Brewing Institut durchgeführt – es zertifiziert die Rohstoffqualität, Qualität der Brautechnik und -technologie sowie die Qualität der Unternehmensführung und - kultur. Das strenge Audit umfasst mehr als 900 Fragen. Das Gütesiegel wird nur vergeben, wenn alle Bereiche als entsprechend bewertet werden. Das Besondere an diesem Gütesiegel ist die Häufigkeit mit der die Bierqualität geprüft wird und das stellt eine permanente Herausforderung dar.
Aktuell zählt diese Wertegemeinschaft Slow Brewing insgesamt 31 Brauereien, 21 in Deutschland, 4 in Österreich, 4 in Italien, 1 in den Niederlanden und 1 in der Schweiz.

## Produkte

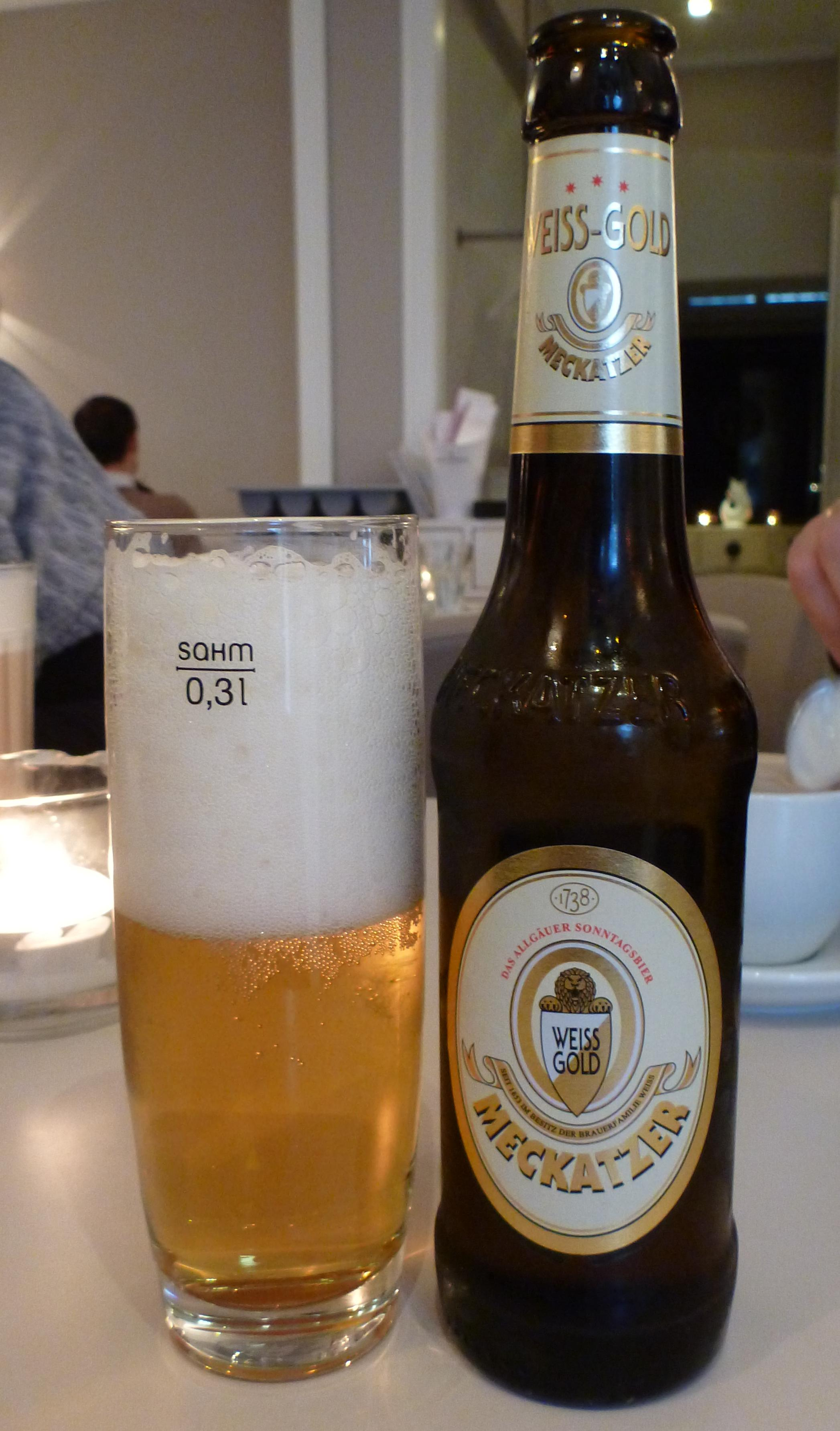
Meckatzer Weiss-Gold

### Untergärige Biere
- Bock
- Fest-Märzen
- Hell
- Leichtes Helles
- Pils
- Weiss-Gold
- Weiss-Gold Alkoholfrei
- Zwickelbier

### Obergärige Biere
- Leichtes Weizen
- Urweizen
- Weizen
- Weizen Alkoholfrei

### Biermischgetränke
- Radler
- Natur-Radler

## Auszeichnungen
Am 10. Oktober 2012 prämierte der Bayerische Wirtschaftsminister Martin Zeil das Unternehmen mit dem Bayerischen Mittelstandspreis 2012, der jährlich vom Landesverband des Europäischen Wirtschaftsforums vergeben wird.